# Elaphoglossum bonapartii
Elaphoglossum bonapartii är en träjonväxtart som beskrevs av Eduard Rosenstock. Elaphoglossum bonapartii ingår i släktet Elaphoglossum och familjen Dryopteridaceae. Inga underarter finns listade.